# María Josefa Carón
María Josefa Carón (1776 o 1800, -  Madrid, 1823) fue una pintora española que llegó a ser nombrada Académica de Mérito en 1761 en la Real Academia de San Fernando.

## Biografía
A mediados del siglo XVIII, era bastante usual que muchas damas aristocráticas practicaron actividades artísticas como entretenimiento. Esto hizo que cuando en 1752 se instaura la Real Academia de San Fernando con Anton Raphael Mengs, muchas de estas aristócratas entraron a formar parte de la Academia consiguiendo en muchos casos el título de “Académica de mérito”, título que no era equiparable al que recibían los hombres ni en calidad, ni en prestigio.  María Josefa Carón fue una de estas damas que pasó a ser nombrada en 1761 “Académica de mérito”.
No se puede perder de vista las limitaciones que la educación artística de las mujeres sufría en esta época, en la que las artistas no podían asistir a las clases de dibujo de desnudo en la academia, ni a otras clases de aprendizaje de técnicas artísticas, ya que tan solo se les permitía realizar temas considerados “femeninos”, para evitar cualquier transgresión de las normas sociales y morales de la sociedad del momento.
Entre las obras de María Josefa Carón destaca el retrato de Don Diego de Villanueva, que se encuentra en el Museo de la Real Academia de Bellas Artes de San Fernando.